# Grand Larousse universel
Der Grand Larousse universel (Kürzel: GLU) ist ein enzyklopädisches Nachschlagewerk (vergleichbar dem Großen Brockhaus) und gleichzeitig ein Wörterbuch der französischen Sprache. Er erschien ab 1989 in 15 Bänden im Verlag Larousse. 1997 wurde die Bearbeitung des Papierwörterbuchs eingestellt.

## Geschichte
Der von 1982 bis 1985 erschienene Grand Dictionnaire encyclopédique Larousse (GDEL) in 10 Bänden wurde anfänglich unter gleichem Titel auch in einer auf 15 Bände verteilten Fassung verlegt. Ab 1989 erhielt die 15-bändige Fassung in durchkorrigierter Form (aber mit der gleichen Paginierung wie der GDEL) den Namen Grand Larousse universel und wurde in mehrfach korrigierter Fassung bis 1997 bearbeitet. Der durch die Namensänderung entstandene Eindruck, es handele sich (wie beim Übergang vom Grand Larousse encyclopédique zum Grand Dictionnaire encyclopédique Larousse) um eine völlige Neuentwicklung, entsprach nicht den Tatsachen.

## Gliederung
- 1. A–Asperge
- 2. Asperger–Brayer
- 3. Brayera–Christian
- 4. Christiania–Danse
- 5. Danser–Embouteillage
- 6. Embouteiller–Fortunatus
- 7. Fortune–Harderwijk
- 8. Hardes–Journal
- 9. Journal–Mante
- 10. Manteau–Neyveli
- 11. Nez–Phototype
- 12. Phototypie–Relâcher
- 13. Relais–Siégel
- 14. Siegen–Touareg
- 15. Touat–Zywiec. (letzte Seite paginiert 11038)
- Supplementband. 1992. 648 Seiten